# المنطقة الشمالية (إسرائيل)
منطقة الشمال (بالعبرية: מחוז הצפון) هي منطقة إدارية إسرائيلية مركزها مدينة الناصرة. وتعتبر واحدة من 6 مناطق إدارية (ألوية) إسرائيلية منذ حرب 1948 في فلسطين التاريخية. أما المناطق الأخرى الخمس فهي: لواء تل أبيب ولواء حيفا واللواء الأوسط ولواء القدس ولواء الجنوب.
يشكل الجليل ومرج بن عامر جزء كبير من هذه المنطقة، وهما من أكثر المناطق الإسرائيلية كثافة بالسكان العرب (عرب 48)، الذين شكلوا عام 2016 ما نسبته 53% من سكان هذا اللواء وهي المنطقة الوحيدة في إسرائيل ذات أغلبية عربية.

## ديموغرافيا
وفقًا لدائرة الإحصاء المركزية الإسرائيلية لعام 2022:
- عدد السكان: 1,527,800 (2022)
- الإثنية:
  - العرب: 816,800 (53.5%)
  - اليهود: 647,500 (42.4%)
  - آخرون: 63,500 (4.2%)
- الدين:
  - اليهود: 647,500 (42.4%)
  - المسلمون: 597,300 (39.1%)
  - الدروز: 120,300 (7.9%)
  - المسيحيون: 97,800 (6.4%)
- غير مصنفون: 55,600 (3.6%)
- الكثافة السكانية: 335/كم²

## البلدات والقرى

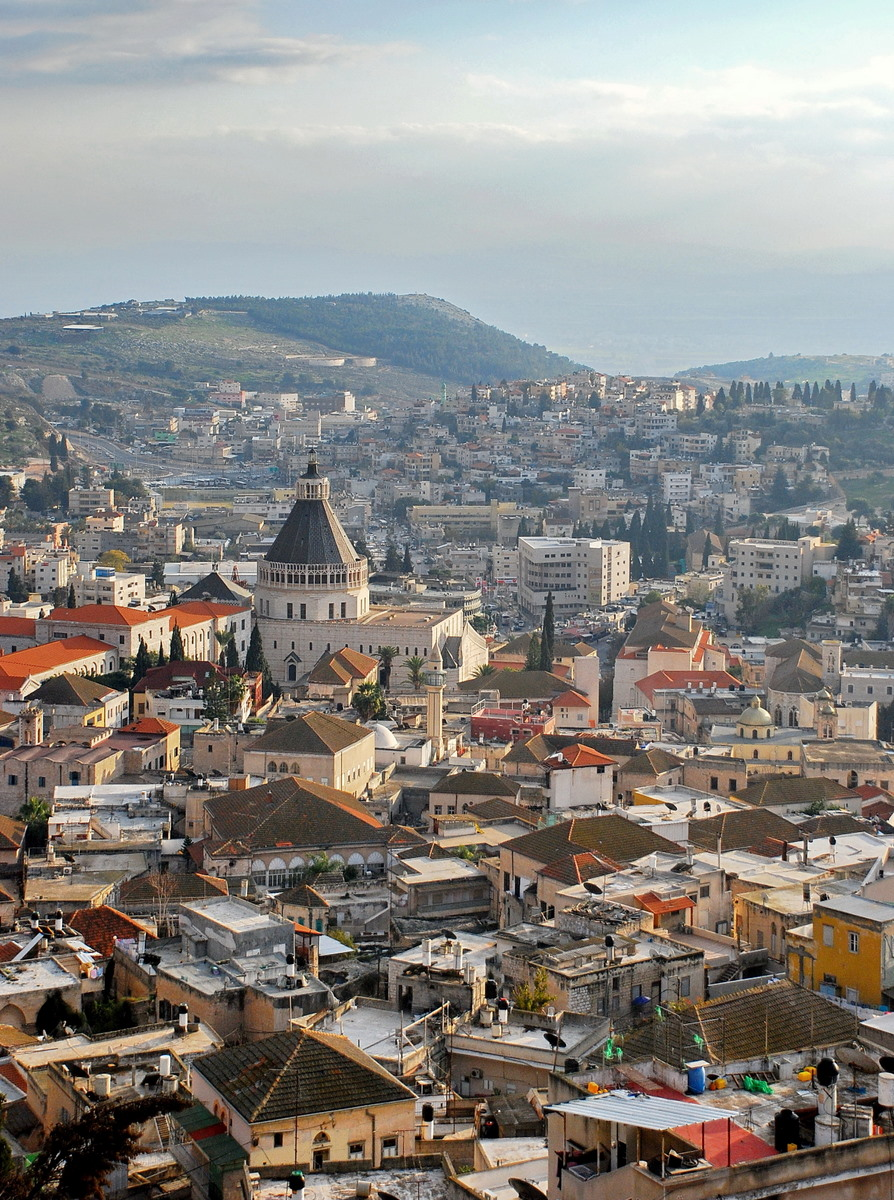
مدينة الناصرة عاصمة لواء الشمال.

يتكون هذا اللواء من 17 بلدية و61 مجلس محلي و15 مجلس إقليمي - حسب التقسيم الإداري الإسرائيلي.

## المناطق الإدارية

### الأقضية
تنقسم المنطقة الشمالية إلى عدة أقضية وهي:
- قضاء صفد
- قضاء كينيرت
- قضاء عميك يزراعيل
- قضاء عكا
- قضاء رمات هجولان

### البلديات
بعد حرب 1948 وأثنائها، أقدمت إسرائيل على مصادرة وتدمير عشرات البلدات والقرى الفلسطينية في هذه المنطقة، وتهجير أهلها من معظمها. وقد أقامت مدن جديدة على أنقاض تلك البلدات المهجرة وفي مناطق أخرى كانت سابقا مستوطنات يهودية لإستيعاب المهاجرين اليهود إلى فلسطين. إلاّ أن هناك كثير من المدن والقرى لا تزال تحوي نسبة كبيرة من الفلسطينيين الذين بقوا في أرضهم بعد النكبة، وهم عرب 48. حالياً، من الناحية الإدارية بعض المدن في هذا اللواء ذات غالبية يهودية ساحقة من المهاجرين، ومن يهود فلسطين الموجودين قبل النكبة، بالإضافة للمدن المختلطة.
| المدن | المجالس الإقليمية | المجالس المحلية |
| --- | --- | --- |
| - العفولة - عكا - بيسان - كرمئيل - كريات شمونة - ترشيحا - مجدال هعيمق - نهاريا - الناصرة - الناصرة العليا - صفد - طبريا - سخنين - طمرة - شفا عمرو - يوكنعام                                                     | - البطوف - مجلس وادي الينابيع الإقليمي - بستان المرج - مجلس عيمق هيردين الإقليمي - مجلس الجولان الإقليمي - المجلس الإقليمي جلبواع - مجلس عيمق يزراعيل الإقليمي - مجلس الإقليمي الجليل الإسفل - مجلس معلوت يوسف الإقليمي - مجلس مطة آشر الإقليمي - مجلس مجيدو الإقليمي - مجلس ميروم هجليل الإقليمي - مجلس جبل الشيخ الإقليمي - مجلس مسجاب الإقليمي - مجلس الجليل الأعلى الإقليمي | \| - أبو سنان - عرابة - بسمة - بيت جن - البعنة - بئر المكسور - بعينة-نجيدات - بقعاثا - دبورية - دير الأسد - دير حنا - عيلبون - عين قنية - عين ماهل - فسوطه - الغجر - حرفيش - حتسور هجليلت - إعبلين - إكسال - عيلوط \| - جديدة - المكر - الجش - جولس - كعبية طباش الحجاجرة - كابول - كفر كنا - كفر مندا - كفرياسيف - كوكب أبو الهيجاء - كتسرين - كفار فرديم - كفر كما - كفر تابور - كسرى-كفرسميع - المغار - مجد الكروم - مجدل شمس - مسعدة - المشهد - المزرعة - المطلة \| - مبو حما - مجدال - معليا - نحف - البقيعة - الرامة (عكا) - الرينة - رمات يشاي - روش بينا - ساجور - شعب - شلومي - الشبلي - أم الغنم - طوبا الزنغرية - طرعان - يافة الناصرة - يانوح-جت - يبنال - يسود هماعلا - يركا - زرزير \| |
| - أبو سنان - عرابة - بسمة - بيت جن - البعنة - بئر المكسور - بعينة-نجيدات - بقعاثا - دبورية - دير الأسد - دير حنا - عيلبون - عين قنية - عين ماهل - فسوطه - الغجر - حرفيش - حتسور هجليلت - إعبلين - إكسال - عيلوط | - جديدة - المكر - الجش - جولس - كعبية طباش الحجاجرة - كابول - كفر كنا - كفر مندا - كفرياسيف - كوكب أبو الهيجاء - كتسرين - كفار فرديم - كفر كما - كفر تابور - كسرى-كفرسميع - المغار - مجد الكروم - مجدل شمس - مسعدة - المشهد - المزرعة - المطلة | - مبو حما - مجدال - معليا - نحف - البقيعة - الرامة (عكا) - الرينة - رمات يشاي - روش بينا - ساجور - شعب - شلومي - الشبلي - أم الغنم - طوبا الزنغرية - طرعان - يافة الناصرة - يانوح-جت - يبنال - يسود هماعلا - يركا - زرزير |

## الجولان
تشمل إحصائيات هذا اللواء من حيث تعداد السكان والمساحة أيضا هضبة الجولان السوريّة المحتلة منذ حرب 1967، حيث قرر الكنيست الإسرائيلي في ديسمبر 1981 ضم الجزء المحتل من الجولان الواقع غربي خط الهدنة 1974 إلى إسرائيل بشكل أحادي الجانب ومعارض للقرارات الدولية. ويقطن الجولان اليوم قرابة 30,000 نسمة هم سكان القرى الذين بقوا - ومعظمهم دروز، بالإضافة إلى المستوطنين اليهود. وتُعد مجدل شمس من أهم بلدات الجولان الواقع تحت السيطرة الإسرائيلية.